# Paterno di Avranches
Paterno (Poitiers, ... – 565 circa) è stato un vescovo francese.
Resse la diocesi di Avranches tra il 552 e il 565 circa.

## Agiografia
Paterno nacque alla fine del V secolo a Poitiers da una famiglia di notabili locali. Molto giovane, prese l'abito monastico presso l'Abbazia di Ansion (detta anche di Saint-Jouin-de-Marne) nella diocesi di Poitiers.
Avendo la vocazione all'eremitismo, si ritirò nella foresta di Scissy, vicino a Coutances, insieme ad un altro eremita. San Leonziano, allora vescovo di quella città, lo ordinò sacerdote e lo incaricò di evangelizzare le popolazioni locali.
Fu allora assecondato da san Gaud d'Evreux, da san Senerio e dal prete Aroasto, che condividevano la sua solitudine nella foresta di Scissy.
Verso il 552 egli divenne vescovo di Avranches, ove continuò la sua attività missionarie. Egli fondò numerosi monasteri, fra i quali quello di Scissy, e morì verso il 565.
Gli succedette nella cattedra episcopale san Senerio, che era stato uno dei suoi collaboratori nell'evangelizzazione della regione.

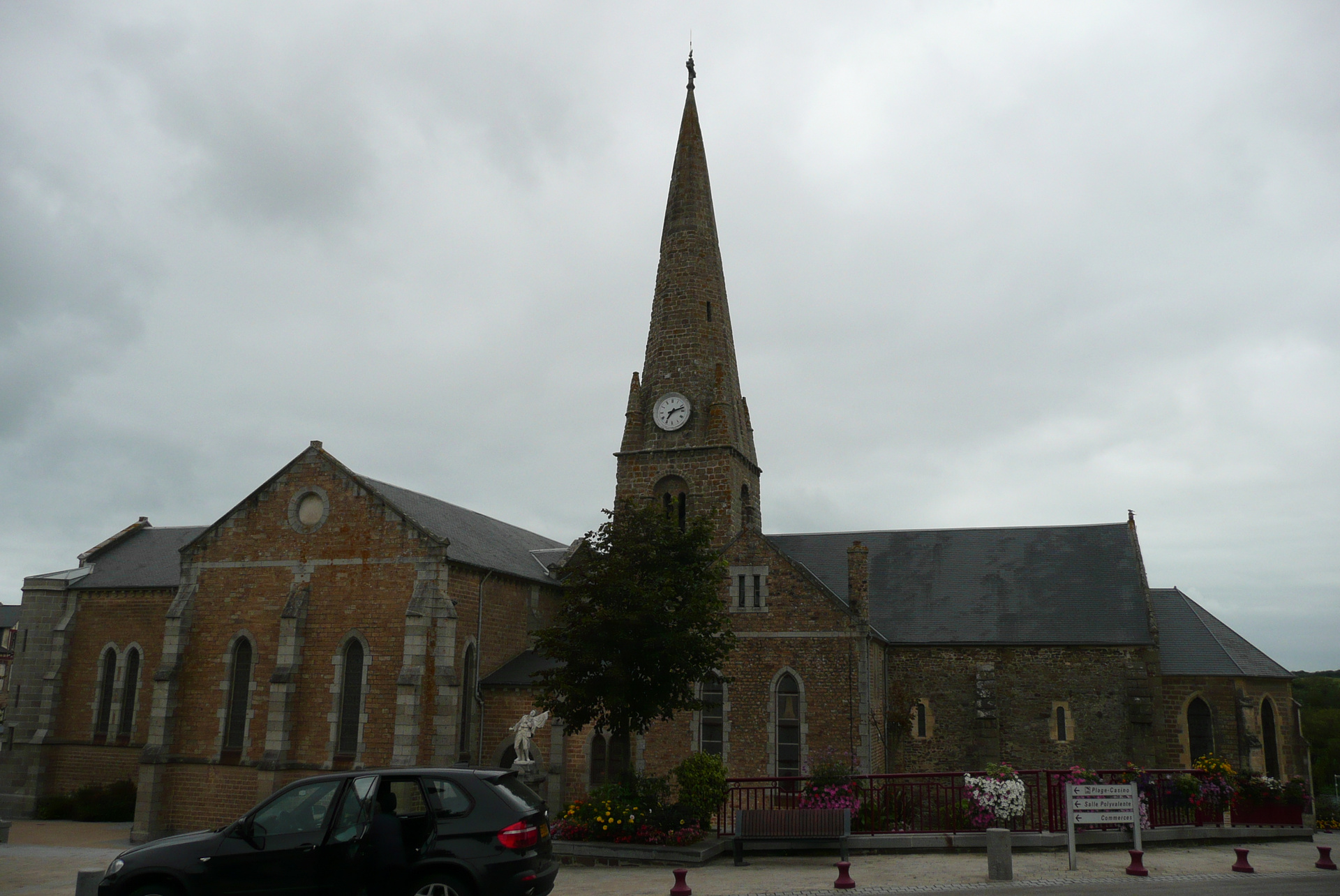
La chiesa parrocchiale di Saint-Pair-sur-mer

Il racconto della sua vita fu scritto da Venanzio Fortunato. Viene spesso confuso con san Paterno di Vannes.

## Culto
San Laudo di Coutances, vescovo di Coutances, ne fece inumare la salma nell'oratorio di Scissy, insieme al suo compagno Scubilion, morto il medesimo giorno. Quest'oratorio divenne poi la chiesa parrocchiale di Saint-Pair-sur-Mer, che contiene alcune reliquie di san Paterno come altre chiese normanne.
La sua memoria liturgica cade il 16 aprile.

## Fonti
- (FR)  Abbé Pétin, Dictionnaire hagiographique, Paris 1850, col. 649